# Список глав Фиджи

Штандарт президента

Список глав Фиджи включает лиц, являвшихся главой государства Фиджи после обретения им независимости в 1970 году, включая правившую королеву и представлявших её генерал-губернаторов (в монархический период), и избранных президентов после провозглашения в 1987 году республики, а также монарха недолговечного королевства, созданного в 1870-х годах.
В настоящее время главой государства является избираемый на трёхлетний срок парламентом Президент Республики Фиджи (фидж. Peresitedi ni Matanitu o Viti, англ. President of the Republic of Fiji), чьё положение в системе государственной власти определяет конституция, вступившая в силу 6 сентября 2013 года.
Применённая в первых столбцах таблиц нумерация является условной. Также условным является использование в первых столбцах цветовой заливки, служащей для упрощения восприятия принадлежности лиц к различным политическим силам без необходимости обращения к столбцу, отражающему партийную принадлежность, независимый статус политика или статус военнослужащего, если вооружённые силы играли самостоятельную политическую роль. В столбце «Выборы» отражены состоявшиеся выборные процедуры либо иные основания получения главой государства полномочий. Для удобства список разделён на принятые в историографии периоды истории страны. Имена персон приведены на английском или фиджийском языках сообразно их происхождению, наименования должностей, как правило, на английском языке в соответствии с источниками. Приведённые в преамбулах к каждому из разделов описания этих периодов призваны пояснить особенности политической жизни страны.

## Королевство Фиджи (1871—1874)

Флаг королевства

Королевство Фиджи (фидж. Matanitu o Viti) являлось первым государством, объединившим архипелаг Фиджи (за исключением острова Ротома). Ему предшествовала сформированная верховными вождями фиджийских государств конфедерация, ассамблею которой возглавил винивалу (вождь, военачальник) острова Мбау Рату Серу Эпениса Такомбау. Её создание было безуспешным, но вскоре британский почётный консул Джон Бейтс Терстон убедил вождей принять конституционную монархию, и 5 июня 1871 года Такомбау был провозглашён королём Фиджи (фидж. Tui Viti).
Суверенитет над территорией архипелага был передан британской короне в соответствии с договором, подписанным в столичном Левуке на острове Овалау 30 сентября и 10 октября 1874 года Такомбау и островными вождями, с одной стороны, и представляющим корону губернатором колонии Новый Южный Уэльс Геркулесом Робинсоном, с другой. Прокламация о цессии Фиджи была издана 10 октября Робинсоном, ставшим их временным губернатором. 1 сентября 1875 года Фиджи были организованы как отдельная колония в соответствии с хартией, подписанной королевой Викторией 2 января 1875 года и вступившей в силу после обнародования губернатором колонии 1 сентября 1875 года.
| Портрет | Имя (годы жизни)                                                   | Полномочия  | Полномочия      | Титул                       | Пр.           |
| Портрет | Имя (годы жизни)                                                   | Начало      | Окончание       | Титул                       | Пр.           |
| ------- | ------------------------------------------------------------------ | ----------- | --------------- | --------------------------- | ------------- |
|         | Рату Серу Эпениса Такомбау. (1815—1883) фидж. Seru Epenisa Cakobau | 5 июня 1971 | 10 октября 1974 | Король Фиджи фидж. Tui Viti | [ 10 ] [ 11 ] |

## Доминион (1970—1987)

Штандарт генерал-губернатора

10 октября 1970 года колония Фиджи была провозглашена независимым Доминионом Фиджи (англ. Dominion of Fiji), королевством Содружества. Правящим монархом нового государства стала Елизавета II, которую представляли назначаемые ею генерал-губернаторы и главнокомандующие Фиджи (англ. Governor-General and Commander-in-Chief of Fiji), осуществлявшие большую часть полномочий монарха, служа его воле. Назначение генерал-губернатора происходило по рекомендации кабинета министров Фиджи без участия британского правительства. Правовое положение монарха и генерал-губернатора было определено нормами, включёнными в закон о независимости и в конституцию, которые были основаны на Вестминстерском статуте 1931 года.
В качестве правящей королевы Елизавета II трижды посещала страну: 16—17 октября 1973 года, 16—17 февраля 1977 года и 30 октября — 1 ноября 1982 года
Разрыв конституционных связей Фиджи с Соединённым королевством стал результатом двух военных переворотов 1987 года, организованных подполковником Ситибени Рамбукой с целью восстановления прав коренных фиджийцев, по его мнению нарушенных формированием правительства с преобладанием фиджи-индийцев. В результате первого из них 14 мая был отстранён кабинет Тимози Мбабандры, власть передана генерал-губернатору Рату Сэру Пенаиа Нганилау, от которого Рамбука ожидал реализации этнических интересов фиджийцев. Заключённое 23 сентября по инициативе Нганилау соглашение о создании правительства национального единства на основе восстановления действия прекращённой военными конституции 1970 года было расценено ими как угроза достигнутым в мае результатам, и вызвало 25 сентября новый переворот, приведший к провозглашению 7 октября 1987 года Республики Фиджи.
| Портрет        | Имя (годы жизни)                                                                                           | Полномочия      | Полномочия | Династия                        | Титул | Пр.                  |
| Портрет        | Имя (годы жизни)                                                                                           | Начало          | Окончание | Династия                        | Титул | Пр.                  |
| -------------- | --- | --------------- | --- | ------------------------------- | --- | -------------------- |
|                | Елизавета II (1926—2022) англ. Elizabeth II урожд. Элизабет Александра Мэри англ. Elizabeth Alexandra Mary | 10 октября 1970 | 27 ноября 1970 | Виндзоры англ. House of Windsor | Милостью Божьей, Соединённого Королевства Великобритании и Северной Ирландии и других её королевств и территорий королева, глава Содружества, защитница веры англ. By the Grace of God, Queen of Guyana and of Her other Realms and Territories, Head of the Commonwealth | [ 12 ] [ 13 ] [ 20 ] |
| 27 ноября 1970 | Елизавета II (1926—2022) англ. Elizabeth II урожд. Элизабет Александра Мэри англ. Elizabeth Alexandra Mary | 7 октября 1987  | Милостью Божьей, королева Фиджи и других её королевств и территорий, Глава Содружества англ. By the Grace of God, Queen of Fiji and of Her other Realms and Territories, Head of the Commonwealth | Виндзоры англ. House of Windsor | | [ 12 ] [ 13 ] [ 20 ] |

### Список генерал-губернаторов Фиджи
Всего пост генерал-губернатора Фиджи занимали три лица. Последний из них, Рату Сэр Пенаиа Нганилау, отверг провозглашение республики 7 октября 1987 года, заявив, что будет занимать пост до дня, когда королева примет его отставку (что случилось 15 октября).
|        | Портрет | Имя (годы жизни)                                                                 | Полномочия      | Полномочия      | Должность                                                                                          | Пр.    |
| Начало | Портрет | Имя (годы жизни)                                                                 | Окончание       |                 | Должность                                                                                          | Пр.    |
| ------ | ------- | -------------------------------------------------------------------------------- | --------------- | --------------- | -------------------------------------------------------------------------------------------------- | ------ |
| 1      |         | Сэр Роберт Сидни Фостер (1913—2005) англ. Robert Sidney Foster                   | 10 октября 1970 | 13 января 1973  | генерал-губернатор и главнокомандующий Фиджи англ. Governor-General and Commander-in-Chief of Fiji | [ 21 ] |
| 2      |         | Рату Сэр Джордж Кадавулеву Такомбау (1912—1989) фидж. George Kadavulevu Cakobau  | 13 января 1973  | 12 февраля 1983 | генерал-губернатор и главнокомандующий Фиджи англ. Governor-General and Commander-in-Chief of Fiji | [ 22 ] |
| 3      |         | Рату Сэр Пенаиа Канатамбату Нганилау (1918—1993) фидж. Penaia Kanatabatu Ganilau | 12 февраля 1983 | 7 октября 1987  | генерал-губернатор и главнокомандующий Фиджи англ. Governor-General and Commander-in-Chief of Fiji | [ 23 ] |

## Республиканский период (c 1987)
В результате произошедшего 25 сентября 1987 года военного переворота власть в стране перешла к подполковнику Ситибени Рамбуке, который вскоре отказался от своих заявлений в верности короне и издал от имени Военного правительства 7 октября декларацию о провозглашении Республики Фиджи (фидж. Matanitu Tugalala o Viti, англ. Republic of Fiji). 15 октября королева Елизавета II приняла отставку представляющего её генерал-губернатора Рату Сэра Пенаиа Нганилау, тогда же от её имени было сделано заявление о «прекращении верности Фиджи короне». 5 декабря Рамбука оставил пост главы государства и правительства, назначив президентом Нганилау, а на посту премьер-министра восстановив Рату Сэра Камисесе Мару, возглавлявшего правительство с 1967 года по 13 апреля 1987 года. Под председательством Нганилау была разработана и им промульгирована новая конституция, установившая название страны Суверенная Демократическая Республика Фиджи (фидж. Turaga Demokarasi Matanitu Tugalala o Viti, англ. Sovereign Democratic Republic of Fiji) и усилившая роль Большого Совета вождей (БСВ) в государственной системе, включая передачу ему полномочий по избранию президента и двух вице-президентов страны. 27 июля 1990 года БСВ подтвердил президентские полномочия Нганилау, после кончины которого 16 декабря 1993 года главой государства стал Мару, являвшийся со 2 июня 1992 года первым вице-президентом.
Как и предусматривала конституция 1990 года, через 7 лет парламент утвердил новую, изменившую название страны на Республика Островов Фиджи (фидж. Matanitu Tugalala ni Yatu Viti, англ. Republic of the Fiji Islands), с сохранением электоральных полномочий БСВ. Через год после парламентских выборов 1999 года, позволивших сформировать преимущественно фиджи-индийское правительство Махендры Чаудри, националистически настроенный фиджиец Джордж Спейт, поддержанный рядом армейских подразделений, занял парламент с захватом в заложники большинства парламентариев и членов правительства. Для нейтрализации этого выступления президент Мару передал 29 мая полноту исполнительной власти командующему Вооружёнными силами Рату Фрэнку Мбаинимараме, в июле достигшему соглашения о прекращении мятежа. Мбаинимарама восстановил конституцию 1990 года, 4 июля было назначено временное правительство Лаисении Нгарасе, 18 июля на пост президента БСВ избрал Рату Хосефе Илоило.
В 2006 году Мбаинимарама предъявил ультиматум правительству Лаисениа Нгарасе, побуждая отказаться от политики оправдания участников и целей мятежа 2000 года. Не достигнув желаемого, он осуществил 5 декабря 2006 года бескровный переворот, сместив президента и вице-президента, членов правительства и многих чиновников. БСВ отказался признать переход власти и проводить новые выборы, 5 января 2007 года Илоило был восстановлен на посту президента, а на следующий день он назначил Мбаинимарама новым премьер-министром.
Принятое в апреле 2009 года постановление Апелляционного суда о незаконности правительства Мбаинимарамы спровоцировало конституционный кризис: 10 апреля президент Илоило приостановил действие конституции, отстранил весь состав суда от должности и ввёл чрезвычайное положение.
В марте 2012 года режим объявил, что новая конституция будет разработана специальной комиссией, обсуждена и одобрена учредительным собранием, однако предложенный проект был отклонён правительством, и оно подготовило собственный, который был промульгирован президентом в качестве новой конституции 6 сентября 2013 года. Среди прочих изменений, был распущен Большой Совет вождей, полномочия выбора президента переданы парламенту, установлен трёхлетний срок полномочий главы государства (с правом переизбрания), из избирательной системы были изъяты нормы этнических квот, было закреплено наименование страны Республики Фиджи (фидж. Matanitu Tugalala o Viti, англ. Republic of Fiji).
Курсивом и серым цветом выделены даты начала и окончания: во-первых, полномочий Ситибени Рамбуки до признания королевой в 1987 году установления республики, во-вторых, полномочий лиц, создавших альтернативные органы власти в мае — июле 2000 года во время событий государственного переворота, и, наконец, полномочий вице-президента Рату Епели Наилатикау, замещавшего в июле — августе 2009 года Рату Хосефу Илоило в период отпуска, предваряющего его отставку.
|            | Портрет         | Имя (годы жизни) | Полномочия       | Полномочия | Партия          | Выборы | Должность | Пр.           |
| Начало     | Портрет         | Имя (годы жизни) | Окончание        | | Партия          | Выборы | Должность | Пр.           |
| ---------- | --------------- | --- | ---------------- | --- | --------------- | --- | --- | ------------- |
| 1 (I—II)   |                 | Ситибени Лингамаманда Рамбука (1948—) фидж. Sitiveni Ligamamada Rabuka                                                      | 25 сентября 1987 | 9 октября 1987 | военный         | [ комм. 11 ] | командующий и глава Временного военного правительства Фиджи англ. Commander and Head of the Interim Military Government of Fiji                    | [ 32 ] [ 33 ] |
| 1 (I—II)   | 9 октября 1987  | Ситибени Лингамаманда Рамбука (1948—) фидж. Sitiveni Ligamamada Rabuka                                                      | 15 октября 1987  | командующий и глава Военного правительства Фиджи англ. Commander and Head of the Military Government of Fiji                                                                                     | военный         | [ комм. 11 ] | | [ 32 ] [ 33 ] |
| 1 (I—II)   | 15 октября 1987 | Ситибени Лингамаманда Рамбука (1948—) фидж. Sitiveni Ligamamada Rabuka                                                      | 5 декабря 1987   | командующий и глава Военного правительства Фиджи англ. Commander and Head of the Military Government of Fiji                                                                                     | военный         | [ комм. 11 ] | | [ 32 ] [ 33 ] |
| 2 (I—II)   |                 | Рату Сэр Пенаиа Канатамбату Нганилау (1918—1993) фидж. Penaia Kanatabatu Ganilau                                            | 5 декабря 1987   | 25 июля 1990 | независимый     | [ комм. 12 ] | президент и главнокомандующий Республики Фиджи англ. President and Commander-in-Chief of the Republic of Fiji                                      | [ 23 ] [ 34 ] |
| 2 (I—II)   | 25 июля 1990    | Рату Сэр Пенаиа Канатамбату Нганилау (1918—1993) фидж. Penaia Kanatabatu Ganilau                                            | 16 декабря 1993  | [ комм. 14 ] | независимый     | президент Суверенной Демократической Республики Фиджи и главнокомандующий Вооружёнными силами англ. President of the Sovereign Democratic Republic of Fiji and Commander-in-Chief of the Armed Forces | | [ 23 ] [ 34 ] |
| и. о.      |                 | Рату Сэр Камисесе Капаиваи Туимазилаи Мара (1920—2004) фидж. Kamisese Kapaiwai Tuimacilai Mara                              | 16 декабря 1993  | 18 января 1994 | независимый     | [ комм. 15 ] | исполняющий обязанности президента Суверенной Демократической Республики Фиджи англ. Acting President of the Sovereign Democratic Republic of Fiji | [ 24 ] [ 35 ] |
| 3 (I—II)   | 18 января 1994  | Рату Сэр Камисесе Капаиваи Туимазилаи Мара (1920—2004) фидж. Kamisese Kapaiwai Tuimacilai Mara                              | 27 июля 1997     | 1994 | независимый     | президент Суверенной Демократической Республики Фиджи и главнокомандующий Вооружёнными силами англ. President of the Sovereign Democratic Republic of Fiji and Commander-in-Chief of the Armed Forces | | [ 24 ] [ 35 ] |
| 3 (I—II)   | 27 июля 1997    | Рату Сэр Камисесе Капаиваи Туимазилаи Мара (1920—2004) фидж. Kamisese Kapaiwai Tuimacilai Mara                              | 29 мая 2000      | [ комм. 18 ] | независимый     | президент Республики Островов Фиджи англ. President of the Republic of the Fiji Islands | | [ 24 ] [ 35 ] |
| —          |                 | Джордж Спейт (1957—) фидж. George Speight извест. Иликими Наитини фидж. Ilikimi Naitini                                     | 19 мая 2000      | 20 мая 2000 | независимый     | [ комм. 19 ] | временный президент англ. Interim President | [ 36 ] [ 37 ] |
| —          |                 | Рату Хопе Наузамбалабу Сенилоли (1939—2015) фидж. Jope Naucabalavu Seniloli                                                 | 20 мая 2000      | 13 июля 2000 | независимый     | [ комм. 21 ] | временный президент англ. Interim President | [ 38 ] [ 39 ] |
| 4 (I—II)   |                 | Рату Хосаиа Боренге Мбаинимарама (1954—) фидж. Josaia Voreqe Bainimarama извест. Фрэнк Мбаинимарама фидж. Frank Bainimarama | 29 мая 2000      | 4 июля 2000 | военный         | [ комм. 22 ] | командующий и глава Временного военного правительства Фиджи англ. Commander and Head of the Interim Military Government of Fiji                    | [ 40 ] [ 41 ] |
| 4 (I—II)   | 4 июля 2000     | Рату Хосаиа Боренге Мбаинимарама (1954—) фидж. Josaia Voreqe Bainimarama извест. Фрэнк Мбаинимарама фидж. Frank Bainimarama | 18 июля 2000     | командующий и глава Правительства Фиджи англ. Commander and Head of Government of Fiji | военный         | [ комм. 22 ] | | [ 40 ] [ 41 ] |
| 5 (I)      |                 | Рату Хосефа Илоилобату Улуибуда (1920—2011) фидж. Josefa Iloilovatu Uluivuda извест. Хосефа Илоило фидж. Josefa Iloilo      | 18 июля 2000     | 1 марта 2001 | независимый     | 2000 | президент Республики Фиджи англ. President of the Republic of Fiji                                                                                 | [ 42 ] [ 43 ] |
| и. о.      | 1 марта 2001    | Рату Хосефа Илоилобату Улуибуда (1920—2011) фидж. Josefa Iloilovatu Uluivuda извест. Хосефа Илоило фидж. Josefa Iloilo      | 15 марта 2001    | [ комм. 24 ] | независимый     | исполняющий обязанности президента англ. Acting President | | [ 42 ] [ 43 ] |
| 5 (II—III) | 15 марта 2001   | Рату Хосефа Илоилобату Улуибуда (1920—2011) фидж. Josefa Iloilovatu Uluivuda извест. Хосефа Илоило фидж. Josefa Iloilo      | 13 марта 2006    | [ комм. 16 ] | независимый     | президент Республики Островов Фиджи англ. President of the Republic of the Fiji Islands | | [ 42 ] [ 43 ] |
| 5 (II—III) | 13 марта 2006   | Рату Хосефа Илоилобату Улуибуда (1920—2011) фидж. Josefa Iloilovatu Uluivuda извест. Хосефа Илоило фидж. Josefa Iloilo      | 5 декабря 2006   | 2006 | независимый     | президент Республики Островов Фиджи англ. President of the Republic of the Fiji Islands | | [ 42 ] [ 43 ] |
| 4 (III—IV) |                 | Рату Хосаиа Боренге Мбаинимарама (1954—) фидж. Josaia Voreqe Bainimarama извест. Фрэнк Мбаинимарама фидж. Frank Bainimarama | 5 декабря 2006   | 6 декабря 2006 | военный         | [ комм. 25 ] | командующий и глава Временного военного правительства Фиджи англ. Commander and Head of the Interim Military Government of Fiji                    | [ 40 ] [ 41 ] |
| 4 (III—IV) | 6 декабря 2006  | Рату Хосаиа Боренге Мбаинимарама (1954—) фидж. Josaia Voreqe Bainimarama извест. Фрэнк Мбаинимарама фидж. Frank Bainimarama | 5 января 2007    | президент Республики Островов Фиджи и командующий Вооружёнными силами Республики Фиджи англ. President of the Republic of the Fiji Islands and Commander of the Republic of Fiji Military Forces | военный         | [ комм. 25 ] | | [ 40 ] [ 41 ] |
| 5 (III—IV) |                 | Рату Хосефа Илоилобату Улуибуда (1920—2011) фидж. Josefa Iloilovatu Uluivuda извест. Хосефа Илоило фидж. Josefa Iloilo      | 5 января 2007    | 10 апреля 2009 | независимый     | [ комм. 26 ] | президент Республики Островов Фиджи англ. President of the Republic of the Fiji Islands                                                            | [ 42 ] [ 43 ] |
| 5 (III—IV) | 10 апреля 2009  | Рату Хосефа Илоилобату Улуибуда (1920—2011) фидж. Josefa Iloilovatu Uluivuda извест. Хосефа Илоило фидж. Josefa Iloilo      | 8 августа 2009   | [ комм. 28 ] | независимый     | президент Республики Фиджи и главнокомандующий Вооружёнными силами Республики Фиджи англ. President of the Republic of Fiji and Commander in Chief of the Republic of Fiji Military Forces            | | [ 42 ] [ 43 ] |
| и. о.      |                 | Рату Епели Наилатикау (1941—) фидж. Epeli Nailatikau извест. На-Туранга Маи Наисонголаза фидж. Na Turaga Mai Naisogolaca    | 30 июля 2009     | 8 августа 2009 | независимый     | [ комм. 29 ] | вице-президент Республики Фиджи англ. Vice-President of the Republic of Fiji                                                                       | [ 44 ] [ 45 ] |
| и. о.      | 8 августа 2009  | Рату Епели Наилатикау (1941—) фидж. Epeli Nailatikau извест. На-Туранга Маи Наисонголаза фидж. Na Turaga Mai Naisogolaca    | 5 ноября 2009    | | независимый     | [ комм. 29 ] | вице-президент Республики Фиджи англ. Vice-President of the Republic of Fiji                                                                       | [ 44 ] [ 45 ] |
| 6          | 5 ноября 2009   | Рату Епели Наилатикау (1941—) фидж. Epeli Nailatikau извест. На-Туранга Маи Наисонголаза фидж. Na Turaga Mai Naisogolaca    | 12 ноября 2015   | 2009 | независимый     | президент Республики Фиджи англ. President of the Republic of Fiji | | [ 44 ] [ 45 ] |
| 7 (I—II)   |                 | Хиохи Коноуси Конроте (1947—) фидж. Jioji Konousi Konrote извест. Джордже Конроте фидж. George Konrote                      | 12 ноября 2015   | 12 ноября 2018 | Фиджифёрст      | президент Республики Фиджи англ. President of the Republic of Fiji | 2015 | [ 46 ] [ 47 ] |
| 7 (I—II)   | 12 ноября 2018  | Хиохи Коноуси Конроте (1947—) фидж. Jioji Konousi Konrote извест. Джордже Конроте фидж. George Konrote                      | 12 ноября 2021   | 2018 | Фиджифёрст      | президент Республики Фиджи англ. President of the Republic of Fiji | | [ 46 ] [ 47 ] |
| 8          |                 | Рату Уильям Маибалили Катонибере (1964—) фидж. Wiliame Maivalili Katonivere                                                 | 12 ноября 2021   | 12 ноября 2024 | Фиджифёрст      | президент Республики Фиджи англ. President of the Republic of Fiji | 2021 | [ 48 ] [ 49 ] |
| 7          |                 | Рату Наингама Тавакезолати Лаламбалабу (1953—) фидж. Naiqama Tawakecolati Lalabalavu                                        | 12 ноября 2024   | действующий | Народный альянс | президент Республики Фиджи англ. President of the Republic of Fiji | 2024 | [ 50 ] [ 51 ] |